# 브래멀리역
브래멀리역(Bramalea station)은 캐나다 온타리오주 브램턴의 브래멀리 지역에 있는 GO 트랜싯의 통근열차 노선인 키치너선의 정차역이자 다양한 광역 및 시내버스가 정차하는 버스 터미널로, 스틸즈 애비뉴와 브래멀리 로드에 위치해있다.

## 위치
브래멀리역은 캐나다 내셔널 철도 (CN) 홀턴선의 11.6마일 (18.7km) 기점에 있으며, 브램턴역과 맬튼역 사이에 위치해있다.
홀턴선이 맬튼의 데리 로드를 지나가면서, 주변 지역은 공업단지에서 주거 지역으로 바뀌는데, 맬튼은 1940년대 2차 세계대전이 한창이던 당시 토론토 피어슨 국제공항 근처에서 군수물자를 납품하던 직원들이 자리를 잡았던 곳이기도 하다. 하지만 홀턴선이 CN 요크선을 지나가면서, 근처에 주차장과 버스 터미널이 지어졌고 공장과 창고가 주위에 많이 보인다. 홀턴선은 북서쪽으로 브램턴 시내 방면으로 계속 이어진다. 브램턴 시내로 이어지면서 바깥 풍경이 공장에서 자그마한 마을 중심부로 바뀐다.

## 역사
1974년 8월 29일에 GO 트랜싯이 토론토와 조지타운 사이를 운행하는 새로운 통근열차 노선인 조지타운선의 운행을 시작하면서 브래멀리역 또한 문을 열게 되었다. 조지타운선은 레이크쇼어 이스트와 웨스트선에 이어서 세 번째로 개통한 GO 트랜싯의 통근열차 노선이다. 개통 당시에는 평일 아침에 조지타운에서 통근열차 세 대가 토론토 유니언역 방면으로 운행하였고, 퇴근 시간대에 유니언역에서 조지타운까지 세 대가 운행하였다. 개통 초기에는 승객 수가 그렇게 많지는 않았지만, 천천히 승객 수가 증가하면서 1975년과 1978년 사이에 네 번째 열차도 정차하였다.
조지타운선이 본격적으로 주목을 받기 시작한 것은 1990년 10월, 온타리오 자유당 주정부가 주 총선에서 패배하기 직전에 공약으로 내걸었던 조지타운선 궬프 연장이 현실화되면서부터였다. 하지만 궬프에서 인구가 조금 더 많은 키치너까지 버스편이 제공되지 않았고, 이에 따라 궬프까지 연장하였음에도 불구하고 승객 수는 여전히 저조하였다. 자유당이 패배하고 신민주당 정부가 들어선 뒤, 1993년에 경기 침체로 주정부 예산 감축을 단행할 때, 궬프 연장 구간은 저조한 승객 수로 종점이 조지타운까지 원위치되었다.
하지만 조지타운선 연선에는 인구가 꾸준히 늘어나고 있었다. 1981년대에 인구가 14만 9천 명에 불과했던 브램턴은 1991년에 23만 4천 명까지 불어났고, 2001년에는 인구가 32만 5천 명까지 늘어나 20년 만에 두 배 이상 늘어났다. 이에 대해 GO 트랜싯은 조지타운선에 5번째 열차도 투입하였는데, 조지타운에 종착하는 다른 열차와 달리 이 열차는 브래멀리역에 종착하였고, 브래멀리에서 조지타운까지는 버스로 대신 운행하였다.
2001년 9월 4일, 유니언역에서 조지타운으로 가는 오후 열차가 추가되었고, 2002년 4월에는 유니언에서 브래멀리 사이를 오가는 평일 낮 시간대 열차도 몇 대 추가되었다. 브래멀리역에 있는 버스 터미널과 주차장은 승객들로 항상 만원이였다. 2003년, 브래멀리역에 선로 하나가 더 추가되었는데, 이는 브래멀리역에 중간 종착하는 통근열차가 지나가는 CN의 화물열차를 비켜주기 위한 대피선으로, 통근열차가 더 자주 운행하는 레이크쇼어선과 비슷한 대형으로 바뀌게 되었다. 2004년에는 조지타운선에 급행열차도 운행을 시작했는데, 조지타운에서 출발해 브램턴, 브래멀리, 유니언역에만 정차하게 되었다. 이와 동시에 맬튼, 이토비코 노스, 웨스턴, 블루어역에 정차하는 완행 열차도 운행하게 되었다.
2011년, 메트로링스는 조지타운선을 키치너까지 연장한다고 발표하였다. 다만 선로 용량 때문에 모든 열차가 운행하는 대신에 토론토에서 키치너까지 통근열차가 하루 두 차례 운행하게 되었다. 하지만 키치너선 연선의 승객들이 계속 늘어났기에 브래멀리에서 유니언까지 선로 용량을 확장하고 기존 시설을 개량하는 공사가 이어졌다. 이에 따라 유니언과 브래멀리를 오가던 낮 시간대 통근 열차는 2015년까지 버스로 대체되었고, 이후 2015년 팬아메리칸 게임을 토론토에서 개최하면서 통근열차 운행을 재개하였다. 2021년 10월에는 키치너선의 노선 연장을 거듭해, 하루 한 차례씩 런던까지 운행하게 되었다. 토론토 유니언역에서 키치너를 거쳐 런던까지는 총 네 시간이 걸린다.
2015년부터 GO 트랜싯은 또한 노후한 브래멀리 역사를 교체하는 공사도 진행하였는데, 2,059대 규모의 주차타워, 역에 마중 나오는 운전자들을 위한 정차 공간, GO 트랜싯과 브램턴 시내버스 정차 플랫폼 개량, 천정이 있는 자전거 거치대는 물론 역 서쪽과 신역사를 잇는 새로운 보행자 통로, 승객 안전을 위한 새로운 비상벨 시스템과 조명, 승강장에 쌓인 눈을 녹이는 열선장치와 12량 열차에 대응한 승강장 확장 등 공사가 진행되었다. 웬만한 공사는 2022년 9월에 마무리되었고, 수 년 간의 공사 끝에 2023년 5월 11일에 신역사, 주차타워, 버스 정류장을 포함한 모든 시설이 완공되었다.

## 시설
브래멀리역은 직원이 상주하는 유인역으로, 매표소는 평일 오전 5시 30분부터 오후 8시 15분까지 개방하며, 주말과 공휴일에는 문을 닫는다. 매표소에서는 프레스토 카드를 연령층에 맞춰서 설정하거나 기본 출발 및 도착역을 설정하여 하차태그를 하지 않아도 자동으로 정산할 수 있도록 할 수 있다. 이 외에도 통근열차 티켓 구매나 카드 충전은 역에 있는 자동판매기에서 할 수 있다. 프레스토 카드가 없는 경우에는 신용카드나 체크카드를 단말기에 태그해 요금을 정산할 수도 있고, 스마트폰에서 GO 트랜싯 홈페이지에 들어가 이티켓 (e-ticket)을 구매할 수도 있다.
GO 트랜싯의 여느 역과 같이 브래멀리역에는 대합실, 화장실, 와이파이, 마중 나오는 승객들을 위한 정차 공간, 환승 주차장 및 공중전화가 있다. 역 전체는 엘리베이터를 통해 휠체어 승객들도 이용할 수 있다. 주차장은 GO 트랜싯 승객이라면 누구나 무료로 주차할 수 있다. 중앙 주차장에는 1,724대, 남부 주차장에는 646대의 주차 공간이 있으며, 브래멀리역에서 자주 출퇴근하는 경우 주차 공간을 예약하거나, 다른 사람들과 카풀해서 가는 경우 카풀 주차 공간을 이용할 수도 있다. 자전거를 이용하는 경우에는 역에 자전거 거치대가 있으며, 가림막이 있으므로 비나 눈으로부터 자전거를 보호할 수 있다. GO 트랜싯의 광역버스나 브램턴 트랜싯의 시내버스를 이용하는 경우에는 18개의 플랫폼으로 이루어진 버스 터미널에서 버스를 이용할 수도 있다.
평일에 운행하는 키치너선 열차와 더불어 유니언역을 오가는 버스와 407번 고속도로를 따라 요크 대학교, 스퀘어원 쇼핑센터, 셰리던 대학 오크빌 트라팔가 캠퍼스, 맥마스터 대학교, 해밀턴을 오가는 버스가 수시로 운행한다.
브래멀리역에서 스트랫퍼드, 세인트메리스 또는 런던까지 가는 경우 프레스토 카드로 요금을 지불할 수 없기 때문에 이 경우에는 스마트폰에서 이티켓을 구매해야 한다.

## 운행 계통
2023년 5월 기준 브래멀리역에는 키치너선 통근열차가 평일 출퇴근 시간대에 30분 간격, 평일 평시와 주말에는 1시간 간격으로 통근열차가 운행하며, 통근열차가 운행하지 않는 이른 아침이나 늦은 저녁 시간대에는 버스가 1시간 간격으로 운행한다. 토론토 방면 모든 열차는 유니언역에 종착하지만, 반대 방향은 시간대에 따라 당역 종착하거나, 마운트플레전트, 조지타운, 키치너 또는 런던에 종착한다. 통근열차가 키치너까지 가지 않고 중간에 종착하는 경우에는 이 역에서 키치너, 워털루 방면 버스로, 마운트플레전트역에서 궬프 방면 버스로 갈아탈 수 있다.
브래멀리역은 통근열차 뿐만 아니라 GO 트랜싯의 광역버스가 정차하는데, 키치너, 워털루, 브램턴, 노스요크, 해밀턴, 피커링, 오크빌, 오샤와 등 다양한 행선지의 버스가 브래멀리역에 정차한다.

## 버스 연결편
이 역에서 갈아탈 수 있는 버스는 아래와 같다.

### GO 트랜싯
브래멀리역에 정차하는 GO 트랜싯 버스는 다음과 같다. 30, 31번 버스는 키치너선 통근열차 정차 시각에 맞춰 운행하고 나머지 버스는 그와 별개로 운행한다.
| 노선 | 노선                                | 노선                                 | 종점              | 종점 | 종점                       | 경유지 | 기준일          | 비고 |
| ---- | ----------------------------------- | ------------------------------------ | ----------------- | ---- | -------------------------- | --- | --------------- | --- |
| 30   | 키치너 / 브래멀리                   | Kitchener / Bramalea                 | 워털루 대학교     | ↔    | 브래멀리역                 | 신텍스 / 파이낸셜 · 키치너역 · 윌프리드 로리에 대학교 · 워털루 대학교 | 2023년 6월 24일 | |
| 31   | 조지타운                            | Georgetown                           | 궬프 대학교       | ↔    | 유니언역 버스 터미널       | - 토론토 방면: 맬튼역 · 유니언역 버스 터미널 - 궬프 방면: 스틸즈 / 러더퍼드 · 쇼퍼스 월드 브램턴 · 브램턴역 · 보베이어드 / 휴론타리오 · 마운트플레전트역 · 궬프 / 킹 · 조지타운역 · 메인 / 크로스 · 액턴역 · 알마 / 잉커맨 · 궬프 센트럴역 · 궬프 대학교                                                                                    | 2023년 6월 24일 | |
| 31B  | 조지타운                            | Georgetown                           | 궬프 대학교       | ↔    | 브래멀리역                 | 스틸즈 / 러더퍼드 · 쇼퍼스 월드 브램턴 · 브램턴역 · 보베이어드 / 휴론타리오 · 마운트플레전트역 · 궬프 / 킹 · 조지타운역 · 메인 / 크로스 · 액턴역 · 알마 / 잉커맨 · 궬프 센트럴역 · 궬프 대학교 | 2023년 6월 24일 | |
| 31E  | 조지타운                            | Georgetown                           | 조지타운역        | ↔    | 유니언역 버스 터미널       | - 토론토 방면: 맬튼역 · 유니언역 버스 터미널 - 홀턴힐스 방면: 스틸즈 / 러더퍼드 · 쇼퍼스 월드 브램턴 · 브램턴역 · 보베이어드 / 휴론타리오 · 마운트플레전트역 · 궬프 / 킹 · 조지타운역 | 2023년 6월 24일 | 마운트플레전트부터 조지타운역까지 선택 정차 구간으로 버스 운전사에게 해당 정류장에 정차하겠다고 사전에 알려주어야 하며, 그렇지 않을 경우 보베이어드 / 휴론타리오에서 종착한다. |
| 31L  | 조지타운                            | Georgetown                           | 브래멀리역        | ↔    | 유니언역 버스 터미널       | 맬튼역 · 유니언역 버스 터미널 | 2023년 6월 24일 | |
| 31R  | 조지타운                            | Georgetown                           | 브램턴역          | ←    | 브래멀리역                 | 스틸즈 / 러더퍼드 · 쇼퍼스 월드 브램턴 · 브램턴역 | 2023년 6월 24일 | |
| 31X  | 조지타운                            | Georgetown                           | 마운트플레전트역  | ←    | 유니언역 버스 터미널       | 스틸즈 / 러더퍼드 · 브램턴역 · 보베이어드 / 휴론타리오 · 마운트플레전트역 | 2023년 6월 24일 | |
| 32   | 브램턴 트리니티 커먼 / 노스요크     | Brampton Trinity Common / North York | 트리니티 커먼 몰  | ↔    | 요크밀스 버스 터미널       | - 토론토 방면: 영 / 407번 · 핀치 버스 터미널 · 영 / 셰퍼드 · 요크밀스 버스 터미널 - 브램턴 방면: 윌리엄스 파크웨이 / 410번 · 트리니티 커먼 몰 | 2023년 6월 24일 | |
| 32B  | 브램턴 트리니티 커먼 / 노스요크     | Brampton Trinity Common / North York | 브래멀리 터미널   | ↔    | 요크밀스 버스 터미널       | - 토론토 방면: 영 / 407번 · 핀치 버스 터미널 · 영 / 셰퍼드 · 요크밀스 버스 터미널 - 브램턴 방면: 브래멀리 터미널 | 2023년 6월 24일 | |
| 36B  | 브램턴 / 노스요크                   | Brampton / North York                | 브래멀리 터미널   | ↔    | 요크밀스 버스 터미널       | - 토론토 방면: 킬 / 401번 · 요크데일 버스 터미널 · 요크밀스 버스 터미널 - 브램턴 방면: 브래멀리 터미널 | 2023년 6월 24일 | |
| 41   | 해밀턴 / 피커링                     | Hamilton / Pickering                 | 해밀턴 GO 센터    | ↔    | 피커링역                   | - 피커링 방면: 407번 고속도로 버스 터미널 · 리치먼드힐 센터 터미널 · 컨슈머스 로드 공업단지 · 스카버러센터 버스 터미널 · 센테니얼 대학 · 토론토 대학교 스카버러 캠퍼스 · 킹스턴 / 페어포트 · 피커링역 - 해밀턴 방면: 스퀘어원 쇼핑센터 · 에린밀스역 · 트라팔가 / 407번 · 브론티 / 407번 · 던다스 / 407번 · 맥마스터 대학교 · 해밀턴 GO 센터 | 2023년 6월 24일 | |
| 41A  | 해밀턴 / 피커링                     | Hamilton / Pickering                 | 스퀘어원 쇼핑센터 | ↔    | 피커링역                   | - 피커링 방면: 407번 고속도로 버스 터미널 · 리치먼드힐 센터 터미널 · 컨슈머스 로드 공업단지 · 스카버러센터 버스 터미널 · 센테니얼 대학 · 토론토 대학교 스카버러 캠퍼스 · 킹스턴 / 페어포트 · 피커링역 - 미시소가 방면: 스퀘어원 쇼핑센터 | 2023년 6월 24일 | |
| 47   | 해밀턴 / 407번 고속도로 버스 터미널 | Hamilton / Hwy 407 Bus Terminal      | 해밀턴 GO 센터    | ↔    | 407번 고속도로 버스 터미널 | - 본 방면: 407번 고속도로 버스 터미널 - 해밀턴 방면: 스퀘어원 쇼핑센터 · 에린밀스역 · 트라팔가 / 407번 · 브론티 / 407번 · 던다스 / 407번 · 맥마스터 대학교 · 해밀턴 GO 센터 | 2023년 6월 24일 | |
| 47D  | 해밀턴 / 407번 고속도로 버스 터미널 | Hamilton / Hwy 407 Bus Terminal      | 맥마스터 대학교   | ↔    | 407번 고속도로 버스 터미널 | - 본 방면: 407번 고속도로 버스 터미널 - 해밀턴 방면: 스퀘어원 쇼핑센터 · 맥마스터 대학교 | 2023년 6월 24일 | |
| 47W  | 해밀턴 / 407번 고속도로 버스 터미널 | Hamilton / Hwy 407 Bus Terminal      | 해밀턴 GO 센터    | ↔    | 메이저매켄지 웨스트 터미널 | - 본 방면: 407번 고속도로 버스 터미널 · 메이저매켄지 웨스트 터미널 - 해밀턴 방면: 스퀘어원 쇼핑센터 · 에린밀스역 · 트라팔가 / 407번 · 브론티 / 407번 · 던다스 / 407번 · 맥마스터 대학교 · 해밀턴 GO 센터 | 2023년 6월 24일 | |
| 48   | 궬프 / 407번 고속도로 버스 터미널   | Guelph / Hwy 407 Bus Terminal        | 궬프 대학교       | ↔    | 407번 고속도로 버스 터미널 | - 본 방면: 407번 고속도로 버스 터미널 - 궬프 방면: 휴론타리오 / 407번 · 메도우베일역 · 브록 / 매클레인 · 궬프 대학교 | 2023년 6월 24일 | |
| 56   | 오샤와 / 오크빌                     | Oshawa / Oakville                    | 오크빌역          | ↔    | 오샤와역                   | - 오샤와 방면: 407번 고속도로 버스 터미널 · 리치먼드힐 센터 터미널 · 유니언빌역 · 코넬 버스 터미널 · 브록 / 407번 · 볼드윈 / 407번 · 온타리오주 공업대학 / 더럼 대학 · 센터 / 에이솔 · 오샤와역 - 오크빌 방면: 스퀘어원 쇼핑센터 · 에린밀스역 · 트라팔가 / 407번 · 셰리던 대학 · 오크빌역                                                   | 2023년 6월 24일 | |

### 브램턴 교통
GO 트랜싯과 브램턴 교통 사이에는 프레스토 카드, 신용카드 또는 체크카드로 환승할 수 있으며, 시내버스 요금은 차감되지 않는다.
| 노선 | 노선             | 노선                    | 종점                           | 종점 | 종점                             | 경유지 | 비고                                                                 |
| ---- | ---------------- | ----------------------- | ------------------------------ | ---- | -------------------------------- | --- | -------------------------------------------------------------------- |
| 11   | 스틸즈           | Steeles                 | 리스가역                       | ↔    | 험버 대학                        | - 험버 대학 방면: 스틸즈 / 토브램 · 스틸즈 / 에어포트 · 스틸즈 / 고어웨이 · 스틸즈 / 핀치 · 스틸즈 / 시그넷힐 · 험버 대학 - 리스가역 방면: 스틸즈 / 딕시 · 스틸즈 / 케네디 · 브램턴 게이트웨이 터미널 · 셰리던 대학 · 스틸즈 / 친쿠시 · 스틸즈 / 미시소가 로드 · 리스가역 | 매일 상시 운행                                                       |
| 11A  | 스틸즈           | Steeles                 | 브램턴 게이트웨이 터미널       | ↔    | 험버 대학                        | - 험버 대학 방면: 스틸즈 / 토브램 · 스틸즈 / 에어포트 · 스틸즈 / 고어웨이 · 스틸즈 / 핀치 · 스틸즈 / 시그넷힐 · 험버 대학 - 브램턴 시내 방면: 스틸즈 / 딕시 · 스틸즈 / 케네디 · 브램턴 게이트웨이 터미널                                                                  |                                                                      |
| 13   | 애본데일         | Avondale                | 브래멀리 터미널                | ↔    | 브래멀리역                       | 발모럴 / 딕시 · 딕시 / 클라크 · 브래멀리 터미널 | 평일 오전 5시부터 오후 6시 30분까지 운행                             |
| 15   | 브래멀리         | Bramalea                | 스마트센터 브램턴 노스이스트점 | ↔    | 텔퍼드 / 트랜미어                | - 데리 방면: 브래멀리 / 데리 · 텔퍼드 / 트랜미어 - 메이필드 방면: 브래멀리 터미널 · 브래멀리 / 보베이어드 · 스마트센터 브램턴 노스이스트점 | 매일 상시 운행                                                       |
| 15A  | 브래멀리         | Bramalea                | 브래멀리 / 컨츄리사이드        | ↔    | 텔퍼드 / 트랜미어                | - 데리 방면: 브래멀리 / 데리 · 텔퍼드 / 트랜미어 - 컨츄리사이드 방면: 브래멀리 터미널 · 브래멀리 / 보베이어드 · 브래멀리 / 컨츄리사이드 | 평일 출퇴근 시간대에 운행                                            |
| 16   | 사우스게이트     | Southgate               | 브래멀리 터미널                | ↔    | 브래멀리역                       | 디어본 / 브래멀리 · 이스트본 / 발모럴 · 클라크 / 브래멀리 · 브래멀리 터미널 | 평일 오전 5시 50분부터 오후 6시 50분까지 운행                        |
| 40   | 중부 공업단지    | Central Industrial      | 브래멀리역                     | ←    | 브래멀리역                       | 브래멀리역 · 오렌다 / 딕시 · 톰켄 / 스틸즈 · 어드밴스 / 딕시 · 브래멀리역 | 평일 출퇴근 시간대에 브래멀리역 주위 공업단지를 반시계 방향으로 운행 |
| 115  | 피어슨 공항 급행 | Pearson Airport Express | 브래멀리 터미널                | ↔    | 토론토 피어슨 국제공항 제1터미널 | - 브래멀리 터미널 방면: 브래멀리 터미널 - 공항 방면: 브래멀리 / 보일런 · 에어포트 / 데리 · 토론토 피어슨 국제공항 제1터미널 | 매일 상시 운행                                                       |
| 511  | 스틸즈           | Steeles                 | 리스가역                       | ↔    | 험버 대학                        | - 험버 대학 방면: 스틸즈 / 에어포트 로드 · 스틸즈 / 핀치 · 험버 대학 - 리스가역 방면: 브램턴 게이트웨이 터미널 · 셰리던 대학 · 스틸즈 / 미시소가 로드 · 리스가역 | 매일 운행                                                            |
| 511A | 스틸즈           | Steeles                 | 브램턴 게이트웨이 터미널       | ↔    | 험버 대학                        | - 험버 대학 방면: 스틸즈 / 에어포트 로드 · 스틸즈 / 핀치 · 험버 대학 - 리스가역 방면: 브램턴 게이트웨이 터미널 | 매일 운행                                                            |
| 511C | 스틸즈           | Steeles                 | 셰리던 대학                    | ↔    | 험버 대학                        | - 험버 대학 방면: 스틸즈 / 에어포트 로드 · 스틸즈 / 핀치 · 험버 대학 - 리스가역 방면: 브램턴 게이트웨이 터미널 · 셰리던 대학 | 평일 낮 시간대에만 운행                                              |

## 인접 정차역
| CN 홀턴선          | CN 홀턴선          | CN 홀턴선        |
| ------------------ | ------------------ | ---------------- |
| 브램턴 키치너 방면 | GO 트랜싯 키치너선 | 맬튼 유니언 방면 |